# Jean Dhombres

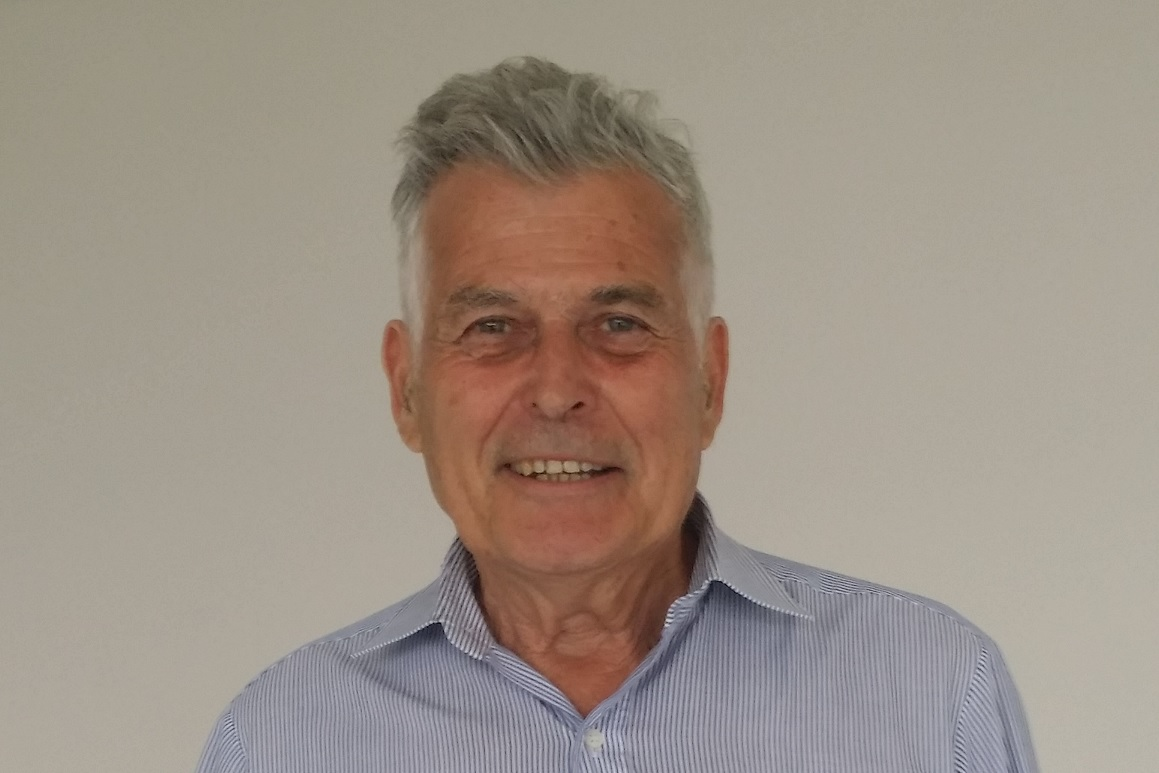
Jean Dhombres

Jean Dhombres (* 27. August 1942 in Paris) ist ein französischer Mathematiker und Mathematikhistoriker.
Dhombres studierte ab 1962 an der École polytechnique und wurde an der Universität Paris VI mit einer Arbeit über Funktionalanalysis promoviert. Seit 1965 forschte er für das CNRS und war 1964 bis 1971 Maître de conférences an der École nationale supérieure de l’aéronautique et de l’espace (Supaero). Er war ab 1972 an der Universität Nantes, von 1980 bis 1988 als Professor, und danach Directeur d´Ètudes an der École des Hautes Études en Sciences Sociales (EHESS) in Paris. Außerdem war er Forschungsdirektor des CNRS und 1988 bis 1996 Direktor von dessen Labor für Wissenschafts- und Technikgeschichte (UPR 21). Er ist am Centre Alexandre Koyré.
1972 bis 1974 unterrichtete er außerdem an der École des ponts et chaussées, war 1971/72 Gastprofessor in Bangkok, 1974 an der Universität Singapur, 1975 an der University of Waterloo, 1976 bis 1978 an der Universität Ottawa (und war gleichzeitig wissenschaftlicher Berater an der französischen Botschaft) und 1980/81 an der Universität Wuhan in China. 1998 war er Gastprofessor an der TU Berlin, 1999 in Berkeley, 1999/2000 in Genf, 2002/03 und 2008 an der Nationalen Universität von Mexiko und war 2004 am Forschungszentrum der National Gallery of Art in Washington D.C.
1980 bis 1985 war er Direktor des Instituts für Mathematik und Informatik in Nantes und von seiner Gründung 1985 bis 1995 war er Direktor des Zentrums für Wissenschaftsgeschichte an der Universität Nantes (Centre Francois Viéte).
Er befasste sich unter anderem mit Geschichte der Funktionalanalysis und der Frühzeit der Analysis im 16. und 17. Jahrhundert (Mitarbeit an der Werkausgabe von Johann I Bernoulli), mit Mathematiker-Netzwerken und Geschichte von Institutionen (wie dem Collège de France in seiner Anfangszeit), Grégoire de Saint-Vincent, Lazare Carnot, Pierre-Simon de Laplace und Beweisen des Fundamentalsatzes der Algebra und Mathematik in Frankreich an der Wende vom 18. zum 19. Jahrhundert.
Er ist Gründer der Zeitschrift Sciences et Techniques en Perspective (Blanchard), 1983 bis 1995 Herausgeber von Cahiers d’histoire et de philosophie des sciences, ab 2000 der Revue d´histoire des sciences und Mitherausgeber von Historia Mathematica.
Er ist Ehrendoktor der Universität Genf (1997) und Ritter des Ordre national du mérite (1978), erhielt 1999 den Prix de l’Académie des Sciences und 2000 den Grand Prix Roberval. 1983 bis 1987 war er Präsident der Societé francaise d’histoire des sciences und er war Präsident der französischen UNESCO-Kommission.

## Schriften
- Nombre, mesure et continu. Épistémologie et histoire. Cedic, Paris 1978, ISBN 2-7124-0710-5.
- mit Amy Dahan-Dalmédico, Rudolph Bkouche, Christian Houzel, Hélène Guillemot: Mathématiques au fil des âges. Gauthier-Villars, Paris 1987, ISBN 2-04-016448-0.
- mit János Aczél: Functional equations in several variables (= Encyclopedia of Mathematics and its Applications. 31). Cambridge University Press, Cambridge u. a. 1989, ISBN 0-521-35276-2 (2. Auflage. ebenda 2006).
- mit Nicole Dhombres: Naissance d’un pouvoir. Sciences et savants en France. 1793–1824. Payot, Paris 1989, ISBN 2-228-88107-4.
- mit Nicole Dhombres: Lazare Carnot. Fayard, Paris 1997, ISBN 2-213-02579-7.
- Shadows of a Circle, or What is There to be Seen? Some Figurative Discourses in the Mathematical Sciences during the Seventeenth Century. In: Lyle Massey (Hrsg.): The Treatise on Perspective. Published and Unpublished (= Studies in the History of Art. 59 = Center for Advanced Study in the Visual Arts. Symposium Papers. 36) Yale University Press u. a., New Haven CT u. a. 2003, ISBN 0-300-09756-5, S. 177–211.
- mit Patricia Radelet-de Grave: Une mécanique donnée à voir. Les thèses illustrées défendues à Louvain en juillet 1624 par Grégoire de Saint-Vincent S.J. (= De diversis artibus. 82 = NS 45). Brepols, Turnhout 2009, ISBN 978-2-503-52517-4.
- Le jet d’eau et l’arc-en-ciel à l’âge baroque : réalisation des mathématiques, mathématisation de la philosophie naturelle et représentation des phénomènes. In: Frédéric Cousinié, Clélia Nau (Hrsg.): L’artiste et le philosophe. L’histoire de l’art à l’épreuve de la philosophie au XVIIe siècle. Actes du colloque international, 19 au 22 septembre 2007, Institut National d'Histoire de l'Art – Université Paris 7 – Denis Diderot. Presses Universitaires de Rennes u. a., Rennes u. a. 2011, ISBN 978-2-7535-1322-8, S. 151–196.
- mit Carlos Alvarez: Une histoire de l’imaginaire mathématique. Vers le théorème fondamental de l’algèbre et sa démonstration par Laplace en 1795. Hermann, Paris 2011, ISBN 978-2-7056-8192-0.
- Une déconstruction d’une histoire des limites, de François Viète aux ultrafiltres. In: Jackie Pigeaud (Hrsg.): La limite. XVIes Entretiens de la Garenne Lemot. Presses Université de Rennes, Rennes 2012, ISBN 978-2-7535-2052-3, S. 77–110.
- De l’écriture des mathématiques en tant que technique de l’intellect. In: Eric Guichard (Hrsg.): Écritures. Sur les traces de Jack Goody. Colloque. Presses de l’ENSSIB, Villeurbanne 2012, ISBN 979-10-91281-00-3, S. 157–198.
- als Herausgeber mit Serge Sochon, Suzanne Débarbat: Pierre-Simon de Laplace. 1749–1827. Le parcours d’un savant. Hermann, Paris 2012, ISBN 978-2-7056-8273-6.
- mit Pierre Cartier, Gerhard Heinzman, Cédric Villani: Mathématiques en liberté. La ville brûle, Montreuil (Seine-Saint-Denis) 2012, ISBN 978-2-36012-026-0.
- mit Carlos Alvarez: Une histoire de l’invention mathématique. Les démonstrations classiques du théorème fondamental de l’algèbre dans le cadre de l‘analyse réelle et de l’analyse complexe de Gauss à Liouville, Paris, Hermann, 2013.